# The Last Internationale
The Last Internationale (TLI) Ist eine US-amerikanische Rockband bestehend aus dem New-Yorker Gitarristen Edgey Pires und der Sängerin Delila Paz.
Die Band ist bekannt für ihre sozialkritischen Texte und starke live Auftritte. Ben Hugues von Über Röck soll einmal gesagt haben: Live sind sie ein explodierendes Energiebündel mit perfektem Soul-Gesang von Delila und Rock’n Roll Chaos aus den Fingern von Edgey, einem Mann der buchstäblich jeden Abend die Saiten von seiner Gitarre reißt.

## Geschichte
Das Duo fing an Protestsongs und kleine Gigs zu spielen als Pires Politikwissenschaften studierte. Sie zählen Howlin’ Wolf, Bob Dylan, Pete Seeger, Buffy Sainte-Marie and Woody Guthrie zu ihren musikalischen Einflüssen.
Die Band ist mit einigen Songs sehr politisch, beispielsweise über die Situation der Ureinwohner Amerikas, Krieg, Armut der Arbeiterklasse und allgemein Machtmissbrauch. Ein Schimmer Hoffnung geht jedoch durch die Texte, sagt Pires: Der Punkt im Song „Life, Liberty and the Pursuit of Indian Blood“ ist, dass es schließlich die Jugend sein wird, die die Gesellschaft befreit, sei es das Kind in uns oder die tatsächlichen Jugendlichen, welche die Nase voll haben von der Misere in der wir uns befinden. Die amerikanische Revolution sollte die Menschen befreien endete aber mit der Unterdrückung Vieler über Jahrhunderte, der Song handelt davon, wie die Jugend alles riskiert um endgültig zu übernehmen.
Wir sind für totale Befreiung und wir können sie zu unserer Lebzeit erreichen, das ist optimistisch!
Paz war schon immer Umweltschützer: „Schon früh in meinem Leben, ich denke in der Grundschule. Ich habe angefangen mich mit Green Peace zu befassen und in der dritten Klasse dann mit Umwelt-Themen. Ich wusste, wir leben nicht sonderlich natürlich. Ich bekam Kinderbücher über indigene Kulturen und fühlte, dass wir als Nomaden leben sollten.“
Im Januar 2013 haben sie eine 5-titel EP mit dem Titel „New York, I Do Mind Dying“ herausgebracht. Rage Against the Machine Gitarrist Tom Morello stellte die Band seinem Band-Kollegen, dem Schlagzeuger Brad Wilk vor, der daraufhin zwischen 2014 und 2015 mit ihnen spielte.
Das Debüt-Album, We Will Reign, wurde am 19. August 2014 veröffentlicht.
Das Album wurde von Brendan O’Brien und Brendan Benson produziert. Es sollte die letzte Produktion mit Epic Records (ein Sony Label) sein, von denen sie sich trennten, um redaktionell unabhängig zu bleiben.
Die Band hatte ihr Fernsehdebüt am 27. August 2014 mit „Life, Liberty and the Pursuit of Indian Blood“ in der Late Show with David Letterman.
Sie traten als Vorgruppe bei Robert Plant im Herbst 2014 auf der „Lullaby and... The Ceaseless Roar“ Tour.
In 2015 waren sie mit The Who auf dem europäischen Teil der 'The Who Hits 50' Tour dabei.
Bootleg Kills... vol1, veröffentlicht 2016 ist eine vor allem mit Akustik-Gitarre begleitete Sammlung an Cover-Versionen, Outtakes und anderen Bruchstücken.
Soul on fire wurde im Februar 2019 unabhängig produziert und veröffentlicht und wurde von einschlägigen Fachmagazinen (wie Atwood Magazine)
für überaus bemerkenswert und hörenswert befunden.

## Diskografie
Alben
- 2014: We Will Reign
- 2017: TLI Unplugged
- 2019: Soul on Fire

EPs
- 2013: New York, I Do Mind Dying